# Eleutherococcus senticosus
Eleutherococcus senticosus (basioniem: Hedera senticosa) is een kleine, houtige struik uit de klimopfamilie afkomstig uit Noordoost-Azië. Het wordt vaak ook wel Siberische ginseng genoemd.

## Voorkomen
Eleutherococcus senticosus is inheems in Siberië in de Oblast Amoer, op het eiland Sachalin in Japan (op het eiland Hokkaido), Noord-Korea, in het noordoosten van China (in de provincies: Hebei, Shanxi, en in Mantsjoerije, dit zijn de provincies Heilongjiang, Jilin en Liaoning).

## Beschrijving
De struik groeit in gemengde bossen en bergbossen met veel naaldbomen, waar het lage ondergroei vormt of is te vinden in groepen in struikgewas en randen. E. senticosus wordt soms aangetroffen in eikenbossen aan de voet van de kliffen, zeer zelden in ooibos. E. senticosus is grotendeels tolerant ten opzichte van de bodem. Het groeit in zandige, lemige en zware kleigronden en inclusief bodems met een lage voedingswaarde. Het kan zon of halfschaduw tolereren evenals een zekere mate van vervuiling. E. senticosus is een bladverliezende struik die in een traag tempo groeit tot maximaal 2 tot 7 meter hoogte. Het is winterhard tot zone 3. Hij bloeit in juli in de meeste habitats. De bloemen zijn tweeslachtig en worden bestoven door insecten.
De struik is slechts licht vertakt, en de takken hebben kleine stekels.
De kleine, tweeslachtige bloemen zijn geel. De aromatische vruchten zijn blauw tot zwart. Het type bloemen in juli en wordt bestoven door insecten.

## Gebruik in de kruidengeneeskunde
Eleutherococcus senticosus is op de markt als "Siberische ginseng" omdat er vergelijkbare fytotherapeutische eigenschappen aan worden toegeschreven als aan ginseng. Het behoort tot een andere soort in de familie Araliaceae. E. senticosus heeft een geschiedenis van gebruik in de traditionele Chinese geneeskunde waar het bekendstaat als CI wǔ jia  (刺五加|刺五加). Het is een bekend tonicum en een kalmerend kruid met antibacteriële, antioxidatieve en immunomodulerende eigenschappen dat vermoeidheid tegengaat.
De wortel van de plant (Radix Eleutherococci) wordt beschouwd als adaptogeen en er worden veel gezondheidsvoordelen toegedicht aan het gebruik ervan. In de Chinese geneeskunde wordt Eleutherococcus senticosus gebruikt bij mensen met immuunsuppressie als gevolg van chemotherapie of bestraling, bij angina pectoris, hypercholesterolemie, bij neurasthenie met hoofdpijn, slapeloosheid en slechte eetlust.
Van extracten van Eleutherococcus senticosus zijn diverse biologische effecten in in-vitro-onderzoek of in diermodellen aangetoond, maar veel van deze effecten zijn nog niet of onvoldoende onderbouwd met onderzoek bij mensen.
- toegenomen uithoudingsvermogen, vermindering vermoeidheid.
- verbeterd geheugen, verbeterde cognitieve functies
- anti-inflammatoir
- immuunversterkend
- antidepressieve eigenschappen
- Een methanolextract van Eleutherococcus senticosus heeft ook een hypoglykemische werking. Welke component voor dit antidiabetisch effect verantwoordelijk is, is echter nog onbekend.[1]

De (gedroogde) bladeren worden gebruikt voor het bereiden van kruidenthee. In de energiedrank "Rockstar" wordt een Eleutherococcus senticosus-extract in kleine hoeveelheden gebruikt.

## Bestanddelen
Eleutherococcus senticosus heeft verschillende actieve bestanddelen, waaronder lignanen (sesamine eleutheroside E), glycanen (eleutherans, eleutheroside D), triterpeensaponinen (eleutheroside I, K, L en M), steroïde glycosiden (eleutheroside A), hydroxycoumarines (isoflaxidine), fenylacrylderivaten (syringine), en flavonen. Van eleutheroside E is bekend dat het fysieke vermoeidheid vermindert en het uithoudingsvermogen verbetert. Daarnaast zijn ook ontstekingsremmende effecten gemeld door remming van NF-KB en wat bescherming tegen een myocardiaal infarct.